# I Wanna Be Your Man
Az I Wanna Be Your Man egy Lennon–McCartney szerzemény, amelyet először a The Rolling Stones vett fel és adott ki kislemezként, majd a The Beatles rögzített második stúdióalbumához, a With the
Beatles-höz. A dalt elsősorban Paul McCartney írta, és később John Lennon-nal közösen fejezte be egy richmondi klub sarkában, miközben Mick Jagger-rel és Keith Richards-szal beszélgettek.

## The Rolling Stones-változat
A Stones második kislemezeként 1963. november 1-jén kiadott változat az első Top 20-as brit slágerük volt, és a 12. helyet érte el a brit kislemezlistán. A felvételen Brian Jones jellegzetes slide gitáron, Bill Wyman basszusgitáron játszott. Egyike azon kevés Rolling Stones-dalok közül, amelyben Brian Jones énekel. Az amerikai piacon eredetileg a Stoned dal a A-oldalaként jelent meg,de az sikertelen volt, végül újra kiadták 1964. március 6-án a Not Fade Away B-oldalaként.
Különböző elbeszélések alapján vagy az együttes menedzsere/producere, Andrew Loog Oldham, vagy maga a The Rolling Stones futott össze Lennon-nal és McCartney-val, miközben ők ketten egy díjátadó ebédről tértek vissza. Lennon és McCartney, amikor meghallották, hogy a zenekarnak anyagra van szüksége egy kislemezhez, elmentek a De Lane Lea Stúdióba, és a szoba sarkában befejezték a dalt – amelynek sorait már dolgozták –, miközben a Rolling Stones ezt lenyűgözve szemlélte.
Mick Jagger így emlékezett vissza a dalra 1968-ban:
"Akkor már ismertük [a Beatles-t], próbáltunk, és Andrew elvitte Pault és Johnt a próbára. Azt mondták, hogy megvan ez a dallam, ők akkoriban tényleg nyüzsgők voltak. Úgy értem, ahogyan a dallamokat szokták nyüzsögni, nagyszerű volt: "Hé, Mick, megvan ez a nagyszerű dal." Így hát eljátszották, és úgy gondoltuk, hogy elég kommersznek hangzik, amit kerestünk, szóval úgy csináltuk, mint Elmore James vagy valami. Régóta nem hallottam, de biztos elég fura, mert senki sem készítette el igazán. Teljesen roppant volt, de telitalálat volt, és nagyszerűen szólt a színpadon."
McCartney 2016-ban ezt állította:
"Barátságban voltunk velük, és csak arra gondoltam, hogy az "I Wanna Be Your Man" jó lesz nekik. Tudtam, hogy Bo Diddley-hez hasonló dolgokat csinálnak. És jól csinálták."
Bill Wyman megjegyezte, hogy a Rolling Stones hogyan igazította a dalt a saját stílusához:
"Elég gyorsan megtanultuk, mert nem volt sok időnk. Aztán Brian elővette a slide-ját (gitárját) és apukám... dadaw... és azt mondtuk: 'Igen, ez jobb, keményíts be egy kicsit, és rántad, és valahogy teljesen megfordultunk a dal körül, és ez sokkal keményebbé, Stones- és Elmore James-szerűvé tette."
A dal ezen feldolgozása nem jelent meg a Stone egyik stúdióalbumán sem. A dalt újra kiadták az Egyesült Királyságban az 1972-es Decca Milestones és az 1975-ös Rolled Gold: The Very Best of the Rolling Stones válogatásalbumokon, valamint 1989-ben adták ki a Singles Collection: The London Years című amerikai válogatásalbumon. A 2012-es GRRR! összeállítás negyedik CD-je tartalmazza.
1964. január 1-jén a Stones I Wanna Be Your Man című dal volt az első , amelyet valaha is előadtak a BBC Top of the Pops című műsorában. A szegmens az 1995-ös The Beatles Anthology című dokumentumsorozatban is szerepelt. A dalt 1964. február 7-én rögzített The Arthur Haynes Show című műsor részlete a Crossfire Hurricane című 2012-es dokumentumfilm bónuszanyagának részeként jelenik meg.

## The Beatles-változat
A Beatles feldolgozását Ringo Starr énekelte, és a dal az együttes második brit albumán, a With the Beatles-ön szerepelt, valamint a Meet the Beatles! című amerikai kiadványon 
,amely 1964. január 20-án jelent meg. A dal hangzása erősen remegtető, E-akkordban nyit egy Vox AC30 erősítőn keresztül játszott gitáron. John Lennon később nem tetszését fejezte ki a dal iránt egy 1980-as interjúban, mondván:
"Kidobás volt. A dal egyetlen két verziója a miénk és a The Rolling Stones-é volt. Ez azt mutatja, hogy mekkora jelentőséget tulajdonítunk neki: nem akartunk semmi nagyot adni nekik, igaz?"
A Beatles a dal két verzióját is felvette a BBC számára. Az egyik verzió a Saturday Club-hoz készült, amelyet 1964. január 7-én vették fel, és február 15-én került adásba. A második verzió a From Us To You című műsorhoz készült, amelyet február 28-án vettek fel, és március 30-án adták le; ezt a hanganyagot évtizedekkel később adták ki a Live at the BBC gyűjteményén. A Beatles az Around The Beatles tévéműsorhoz is rögzített egy verziót, amelyet 1964. április 19-én vettek fel; ez a változat 1995-ben jelent meg az Anthology 1 válogatásalbumon.

## Élőben

### Ringo Starr and the All-Starr Band változat
Ringo Starr & His All-Starr Band együttes 1989-től egészen a 2012-2013-as All-Starr Band turnékig a dalt a koncertek egyik alappilléreként adták elő. A dal 1989-ben szerepelt az első felállás setlist-jén. Az 1992-es felállás nem adta elő a dalt. 1995 és 2012-2013 között az All-Starr Band minden felállása felvette a dalt a setlist-jükre. A dal a következő válogatásalbumokon található meg: Ringo Starr and His Third All-Starr Band Volume 1, King Biscuit Flower Hour Presents Ringo & His New All-Starr Band, The Anthology... So Far, Ringo Starr and Friends, Ringo Starr: Live at Soundstage, Ringo Starr & His All Starr Band Live 2006 és Live at the Greek Theatre 2008.

### Paul McCartney változat
McCartney időnként előadta a dalt, különösen az 1993-as Paul Is Live turnéján, mint hangpróba.
McCartney a 2022-es Glastonbury Festival-on adta elő a dalt, Bruce Springsteen közreműködésével.

## Közreműködött

### The Rolling Stones-változat
Andy Babiuk és Greg Prevost szerzők szerint:
- Mick Jagger – ének
- Brian Jones – háttér, szóló slide gitár
- Keith Richards – ritmusgitár
- Bill Wyman – basszusgitár
- Charlie Watts – dob

### The Beatles-változat
Ian Macdonald szerint:

#### The Beatles
- Ringo Starr – duplázott ének, dob, maracas
- John Lennon – vokál, ritmusgitár
- Paul McCartney – vokál, basszusgitár
- George Harrison – szólógitár
- Ismeretlen (the Beatles tag játszotta) – tamburin

#### További zenészek
- George Martin – Hammond-orgona

## Lásd még
The Rolling Stones-diszkográfia

## Fordítás
Ez a szócikk részben vagy egészben  az   I Wanna Be Your Man című angol Wikipédia-szócikk fordításán alapul.  Az eredeti cikk szerkesztőit annak laptörténete sorolja fel. Ez a jelzés csupán a megfogalmazás eredetét és a szerzői jogokat jelzi, nem szolgál a cikkben szereplő információk forrásmegjelöléseként.

## Jegyzet
1. 1 2  I Wanna Be Your Man (brit angol nyelven). The Beatles Bible, 2008. március 15. (Hozzáférés: 2023. június 30.)
2. ↑  Gilliland, John: The British Are Coming! The British Are Coming!: The U.S.A. is invaded by a wave of long-haired English rockers (angol nyelven). Pop Chronicles, 1969. (Hozzáférés: 2023. június 30.)
3. ↑  A dalt később Stones címre változtatták, amely néhány brit kópián és külföldi középlemezen (pl. a Decca 457.031. iktatószáma alatt megjelent francia lemezeken) látható.
4. ↑   I Wanna Be Your Man by The Rolling Stones Songfacts. Hozzáférés ideje: 2023. június 30.
5. ↑  Fricke, David: Paul McCartney Looks Back: The Rolling Stone Interview (amerikai angol nyelven). Rolling Stone, 2016. augusztus 10. (Hozzáférés: 2023. június 30.)
6. ↑  BBC - Press Office - BBC says fond farewell to Top of the Pops. www.bbc.co.uk. (Hozzáférés: 2023. június 30.)
7. ↑  „The Beatles - With the Beatles Album Reviews, Songs & More | AllMusic” (angol nyelven).
8. ↑  John Lennon: All we are saying. Internet Archive.  2000.  ISBN 978-0-312-25464-3 Hozzáférés: 2023. június 30.
9. ↑  Ian MacDonald. A fejek forradalma, 136–137. o. (2015)